# Pumhart von Steyr
El Pumhart von Steyr es un supercañón de la Edad Media  de Estiria, Austria, y es la bombarda de hierro forjado con el calibre más grande conocido.  Este cañón se fabricó en el siglo XV y su disparo podría, según los cálculos modernos, lanzar bolas de piedra de 690 kg a 600 metros de distancia, cargado con 15 kg de pólvora y en una elevación de 10°.
La bombarda es exhibida hoy en día en una de las salas de artillería del Museo Heeresgeschichtliches (Museo de historia militar) en Viena, que es accesible desde marzo a octubre.
Además del Steyr von Pumhart, una serie de supercañones europeos del siglo XV, fueron empleados, principalmente en la guerra de asedio, incluidos los cañones de hierro forjado Mons Meg y Dulle Grietde holle griet in Diest (Belgie) , así también como los cañones de bronce fundido Faule Mette, Faule Grete y Grose Bochse.